# Educación por la Paz
Educación por la Paz  es un iniciativa que pretende la representación simbólica virtual, de la creación de un bosque sembrado por árboles de olivos, planta que se destaca por su simbolismo de paz y unidad para diversas religiones.Se trata de una campaña internacional y colaborativa que promueve la amistad, la integración y el respeto.
Esta iniciativa es apoyada por el Papa Francisco, quien fue el encargado, desde la Ciudad del Vaticano, de plantar el primer árbol del Olivo virtual en el bosque de la paz.
Esta acción mundial es llevada adelante por Creápolis de Aula365 y la Scholas Occurrentes. El objetivo es poblar virtualmente el planeta con árboles del Olivo que representan el respeto por la diversidad cultural e interreligiosa.
El CEO y fundador de Aula365 Pablo Aristizabal dijo sobre este lanzamiento: “Desde Aula365, buscamos promover el derecho a crear y la colaboración como herramientas clave para la educación. Necesitamos proveerles a los chicos plataformas colaborativas que les permitan interactuar y participar, para involucrarlos y desarrollar su potencial de ser. Es un honor colaborar con Scholas Occurrentes en la difusión del árbol de olivo de la paz para fomentar la creación de un mundo sin exclusión a través del aprendizaje colaborativo, basados en el hecho de que la paz es lograda a través de la educación y de un esfuerzo conjuntamente construido”.
Por su parte el Papa Francisco también se expresó en su cuenta oficial deTwitter: "Un saludo para la Red Mundial de Escuelas para el Encuentro. Hoy plantamos el primer olivo virtual por la paz".

## Historia
El 24 de marzo del año 2000, el papa Juan Pablo II celebró por primera vez en varios siglos una Misa en el mismo lugar en el que Jesús la instituyó: el Cenáculo de Jerusalén. Ese mismo día, Juan Pablo II recibió a un grupo de jóvenes judíos y palestinos, que le regalaron un Olivo en crecimiento, como símbolo del esfuerzo para lograr la paz en Jerusalén y en todo el mundo. Cinco días después, en comunión con aquel gesto, el entonces arzobispo Jorge Bergoglio, en acto interreligioso y ecuménico, junto a alumnos, padres y maestros, plantó un olivo en la Plaza de Mayo, frente a la Catedral de Buenos Aires, convocando a educar para la paz y la esperanza.